# Lachenalia patula
Lachenalia patula ist eine Pflanzenart der Gattung Lachenalia in der Familie der Spargelgewächse (Asparagaceae). Das Artepitheton patula stammt aus dem Lateinischen, bedeutet ‚weit ausgebreitet‘ und verweist auf die Perigonblätter.

## Beschreibung
Lachenalia patula ist ein 6 bis 15 Zentimeter hoher Geophyt, der kleine Gruppen bildet. Seine Zwiebeln weisen einen Durchmesser von bis zu 1,5 Zentimeter auf. Die Zwiebelschuppen sind dunkel. Die beiden, gegenständig angeordneten, violett getönten, linealisch-lanzettlichen, fleischigen Laubblätter sind fast stielrund und 4,5 bis 15 Zentimeter lang. Die Blattspitze ist stumpf und trägt ein aufgesetztes Spitzchen.
Der aufrechte Blütenstand erreicht eine Länge von 10 bis 17 Zentimeter. Die Brakteen sind dreieckig. Die Blüten stehen an 5 Millimeter langen Blütenstielen. Die weiße oder blassrosafarbene, aufsteigende Blütenhülle ist 15 Millimeter lang. Ihre Perigonblätter sind an der Basis miteinander verwachsen und bilden eine Röhre mit ausgebreiteten Zipfeln. Die inneren Perigonblätter sind manchmal länger als die äußeren. Die stielrunden Staubfäden können aus der Blütenhülle herausragen.
Die eiförmigen Früchte enthalten kugelförmige, schwarze Samen.
Die Chromosomenzahl beträgt 2n = 16.

## Systematik und Verbreitung
Lachenalia patula ist in der südafrikanischen Provinz Westkap in der Sukkulenten-Karoo verbreitet.
Die Erstbeschreibung durch Nikolaus Joseph von Jacquin wurde 1791 veröffentlicht.
Synonyme sind Scillopsis patula (Jacq.) Lem. (1856) und Lachenalia succulenta Masson ex Baker (1886).

## Nachweise